# Jesse Kaislavuo
Jesse Kaislavuo, né le 24 avril 1992, à Lahti, est un coureur cycliste finlandais. 

## Biographie
Durant sa jeunesse, Jesse Kaislavuo pratique d'abord le combiné nordique. Dans cette discipline, il devient notamment champion de Finlande junior. Il commence ensuite à se consacrer au cyclisme sur route en 2013. 
En juillet 2016, il devient champion de Finlande sur route.

## Palmarès et résultats

### Palmarès par année
- 2014
  - 2e du championnat de Finlande sur route espoirs
  - 3e du championnat de Finlande du contre-la-montre espoirs
- 2016
  -  Champion de Finlande sur route

### Classements mondiaux
| Année           | 2016 | 2017   |
| --------------- | ---- | ------ |
| UCI Europe Tour | 909e | 1 357e |